# Leptocereus wrightii
Leptocereus wrightii ist eine Pflanzenart in der Gattung Leptocereus aus der Familie der Kakteengewächse (Cactaceae). Das Artepitheton wrightii ehrt den US-amerikanischen Botaniker Charles Wright, der insbesondere Texas und Kuba erforschte.

## Beschreibung
Leptocereus wrightii wächst strauchig mit meist zahlreichen Zweigen und erreicht Wuchshöhen von bis zu 3 Meter. Gelegentlich wird ein Stamm mit einem Durchmesser von bis zu 20 Zentimeter ausgebildet. Die obersten Triebsegmente erreichen Durchmesser von 4,5 bis 6 Zentimeter. Es sind vier bis fünf Rippen vorhanden. Die bis zu 14 ausdauernden Dornen sind grau bis bräunlich und 4 bis 8 Zentimeter lang.
Die rosafarbenen bis weißlich gelben Blüten erscheinen häufig in Gruppen. Sie sind 5 bis 6,5 Zentimeter lang und weisen Durchmesser von 3,5 Zentimeter auf. Ihr Perikarpell und die Blütenröhre sind mit rötlichen Dornen besetzt. Die grünlichen Früchte erreichen eine Länge von 8 bis 10 Zentimeter und einen Durchmesser von bis zu 7,5 Zentimeter.

## Verbreitung, Systematik und Gefährdung
Leptocereus wrightii ist auf Kuba zwischen Habana del Este und Cojimar auf Kalkfelsklippen auf einer Gesamtfläche von etwa 4 km² verbreitet.
Die Erstbeschreibung erfolgte 1940 durch Hermano León.
In der Roten Liste gefährdeter Arten der IUCN wird die Art als „Critically Endangered (CR)“, d. h. als vom Aussterben bedroht geführt.

## Nachweise